# Филота (стратег)
Вижте пояснителната страница за други личности с името Филота.
Филота (на старогръцки: Φιλώτας, Philotas) е македонски стратег по време на Диадохските войни през IV век пр. Хр. Той не трябва да се бърка с Филота, син на пълководеца Парменион и вероятно със сатрапа на Киликия Филота.
След смъртта на Александър Велики Филота е привърженик на имперския регент Пердика и след неговото убийство през 321 г. пр. Хр. на Нил се присъединява към Алкет и му помага в Кария против Асандрос. През лятото 319 г. пр. Хр. те са победени от Антигон I Монофталм в битката при Кретополис в Писидия. Алкет се самоубива, Филота с други попада в плен. През 316 г. пр. Хр. пленниците след бунт поемат контролата над скалния замък във Фригия, където били затворени. Обаче след четимесечна обсада те трябва отново да се подчинят на Антигон.
Филота отива в свитата на Антигон, за когото през 313 г. пр. Хр. по време на третата диадохска война завладява Милет. Малко преди битката при Ипсос 301 г. пр. Хр. Филота сменя страната и отива при Лизимах. От него той получава заедно с майстора на хазната Филитер осигуряването на Пергамон. След това неговата следа се загубва.